# It’s Tough to Be a Bird
It’s Tough to Be a Bird ist ein US-amerikanischer teilanimierter Kurzfilm von Ward Kimball aus dem Jahr 1969.

## Handlung
Ein Vogel fliegt, die Morgenstimmung pfeifend, in der Luft und wird plötzlich angeschossen. Leicht verkohlt am Boden angekommen, stimmt er den Titel It’s Tough to Be a Bird an, in dem er sich über die schlechte Behandlung von Vögeln durch Menschen beschwert, darunter auch die Nutzung der Eier als Nahrungsmittel. Der Vogel geht anschließend dazu über, die Geschichte der Vögel vorzustellen. Sie begannen als fischartiges Wesen, genannt Ostracodermi, das sich zu einem Lobefin entwickelte, aus dem ein gehender Tetrapoda wurde, schließlich ein laufender Thecodontia, dann ein kletternder Proavis und endlich der vogelähnliche Archaeopteryx. Das Leiden der Vögel jedoch begann bereits mit dem ersten Höhlenmenschen und deren Unfähigkeit zu fliegen.
Es folgen einige Erklärungen zu Sprichwörtern und Redewendungen (to chicken out) und Mythen um Vögel, wie der um Phönix aus der Asche. Die Sprache kommt auf Ikarus und seine Versuche zu fliegen, die Bedeutung der Taube für die Arche Noah und den Einfluss der Vögel auf die Literatur, dargestellt an Edgar Allan Poes Der Rabe, sowie auf die Musik. Von eingespielten Filmszenen früher Flugversuche des Menschen geht es weiter zu ausgestorbenen Vögeln und zu vorm Aussterben bedrohten Arten. Es folgt ein Beitrag mit Realfilmszenen zur National Audubon Society, die sich dem Vogelschutz widmet. Von den schönen Vögeln geht es zu den hässlicheren, wie dem Bussard. Die Rede kommt auf die Kleinstadt Hinckley in Ohio und ihren jährlichen Buzzard Sunday, und endet mit verschiedenen Trick-Montagen um Vögel und ihre Eier.

## Produktion
It’s Tough to Be a Bird kam am 10. Dezember 1969 in die Kinos. Der Film besteht aus Realfilm- und Trickszenen. Die Musik stammt von George Bruns, die Lieder, wie das namensgebende It’s Tough to Be a Bird wurden von Mel Leven geschrieben. Der Titel When the Birds Return to Hinckley Rich wird von Sopranistin Ruth Buzzi gesungen. Der Sprecher des Films ist Richard Bakalyan.

## Auszeichnungen
It’s Tough to Be a Bird gewann 1970 den Oscar in der Kategorie „Bester animierter Kurzfilm“. Der Film wurde für einen Britischen Filmpreis als bester animierter Film nominiert, konnte sich jedoch nicht gegen Henry 9 ’til 5 durchsetzen.